# Anii 160 î.Hr.
Secole: Secolul al III-lea î.Hr. - Secolul al II-lea î.Hr. - Secolul I î.Hr.
Decenii: Anii 210 î.Hr. Anii 200 î.Hr. Anii 190 î.Hr. Anii 180 î.Hr. Anii 170 î.Hr. - Anii 160 î.Hr. - Anii 150 î.Hr. Anii 140 î.Hr. Anii 130 î.Hr. Anii 120 î.Hr. Anii 110 î.Hr.
Anii: 170 î.Hr. | 169 î.Hr. | 168 î.Hr. | 167 î.Hr. | 166 î.Hr. | 165 î.Hr. | 164 î.Hr. | 163 î.Hr. | 162 î.Hr. | 161 î.Hr. | 160 î.Hr.
Evenimente